# Seznam filmů neo-noir
Toto je neúplný seznam neonoirových filmů inspirovaných klasickým filmem noir a používajících prvky tohoto žánru z 40. a 50. let v moderní filmové produkci.
| Český název                               | Původní název                  | Rok vydání | Režisér                                           |
| ----------------------------------------- | ------------------------------ | ---------- | ------------------------------------------------- |
| Špinavé ulice                             | Mean Streets                   | 1973       | Martin Scorsese                                   |
| Čínská čtvrť                              | Chinatown                      | 1974       | Roman Polanski                                    |
| Taxikář                                   | Taxi Driver                    | 1976       | Martin Scorsese                                   |
| Pošťák vždy zvoní dvakrát                 | The Postman Always Rings Twice | 1981       | Bob Rafelson                                      |
| Svědek                                    | Garde à vue                    | 1981       | Claude Miller                                     |
| Výstřel                                   | Blow Out                       | 1981       | Brian De Palma                                    |
| Žár těla                                  | Body Heat                      | 1981       | Lawrence Kasdan                                   |
| Blade Runner                              | Blade Runner                   | 1982       | Ridley Scott                                      |
| Zbytečná krutost                          | Blood Simple                   | 1984       | Bratři Coenové                                    |
| Neúplatní                                 | The Untouchables               | 1987       | Brian De Palma                                    |
| Millerova křižovatka                      | Miller's Crossing              | 1990       | Bratři Coenové                                    |
| Pulp Fiction: Historky z podsvětí         | Pulp Fiction                   | 1994       | Quentin Tarantino                                 |
| Obvyklí podezřelí                         | The Usual Suspects             | 1995       | Bryan Singer                                      |
| Fargo                                     | Fargo                          | 1996       | Bratři Coenové                                    |
| Jackie Brownová                           | Jackie Brown                   | 1997       | Quentin Tarantino                                 |
| L. A. - Přísně tajné                      | L.A. Confidential              | 1997       | Curtis Hanson                                     |
| Lost Highway                              | Lost Highway                   | 1997       | David Lynch                                       |
| 8 MM                                      | 8 MM                           | 1999       | Joel Schumacher                                   |
| Mulholland Drive                          | Mulholland Dr.                 | 2001       | David Lynch                                       |
| Muž, který nebyl                          | The Man Who Wasn't There       | 2001       | Bratři Coenové                                    |
| Femme Fatale                              | Femme Fatale                   | 2002       | Brian De Palma                                    |
| Oldboy                                    | Oldeuboi                       | 2003       | Chan-wook Park                                    |
| Sin City – město hříchu                   | Sin City                       | 2005       | Robert Rodriguez, Frank Miller, Quentin Tarantino |
| Zmizení                                   | Brick                          | 2005       | Rian Johnson                                      |
| Černá Dahlia                              | The Black Dahlia               | 2006       | Brian De Palma                                    |
| Tahle země není pro starý                 | No Country For Old Men         | 2007       | Bratři Coenové                                    |
| Cesta do pekel                            | Give 'Em Hell, Malone          | 2009       | Russell Mulcahy                                   |
| Veřejní nepřátelé                         | Public Enemies                 | 2009       | Michael Mann                                      |
| Do morku kosti                            | Winter's Bone                  | 2010       | Debra Granik                                      |
| Prokletý ostrov                           | Shutter Island                 | 2010       | Martin Scorsese                                   |
| Gangster Squad – Lovci mafie              | Gangster Squad                 | 2013       | Ruben Fleischer                                   |
| Sin City: Ženská, pro kterou bych vraždil | Sin City: A Dame to Kill For   | 2014       | Robert Rodriguez, Frank Miller                    |